# Câmpuri de Sus, Hunedoara
Câmpuri de Sus este un sat în comuna Gurasada din județul Hunedoara, Transilvania, România. Se află în partea de nord-vest a județului, în Munții Metaliferi. La recensământul din 2021 avea o populație de 49 locuitori. Biserică de lemn din secolul al XVIII-lea. Localitatea a fost atestată documentar pentru prima oară în 1292.